# Правительство Суданской республики
Сове́т мини́стров Суда́нской респу́блики  (фр.  Le Conseil des Ministres République soudanaise ; 16 апреля 1959 года — 21 сентября 1960 года) — первое и единственное конституционное правительство Суданской республики, возглавляемое Модибо Кейтой. Проводя разнообразные реформы в экономике и социальной сфере, оно одновременно добивалось предоставления стране полной независимости от Франции и африканской интеграции в рамках Федерации Мали. После распада Федерации Мали и провозглашения Республики Мали его полномочия были прекращены. Правительство находилось у власти 524 дня.

## Состав правительства
Правительство было сформировано 16 апреля 1959 года лидером Суданского союза Модибо Кейтой по итогам парламентских выборов. В период деятельности правительства его состав не менялся:
| Порядок | Должность | Имя                                      | Комментарий                                                                         | Назначение          | Отставка              |
| ------- | --- | ---------------------------------------- | ----------------------------------------------------------------------------------- | ------------------- | --------------------- |
| 1.      | Председатель Совета министров, министр по делам информации, молодёжи и ветеранов войны Président du Conseil des ministres, ministre de l’Information, de la Jeunesse et des Anciens combattants                                                                       | Модибо Кейта Modibo Kéita                | Генеральный секретарь партии Суданский союз                                         | 16 апреля 1959 года | 21 сентября 1960 года |
| 2.      | Заместитель Председателя Совета министров по вопросам юстиции и государственной службы Vice-président du Conseil chargé de la Justice et de la Fonction publique | Жан Мари Коне Jean-Marie Koné            | Один из лидеров партии Суданский союз, бывший председатель Временного правительства | 16 апреля 1959 года | 21 сентября 1960 года |
| 3.      | Министр внутренних дел Ministre de l’Intérieur | Мадейра Кейта Madeira Kéita              | Член Национального политбюро Суданского союза                                       | 16 апреля 1959 года | 21 сентября 1960 года |
| 4.      | Министр финансов Ministre des Finances | Аттайе Майга Attaher Maïga               | Финансист                                                                           | 16 апреля 1959 года | 21 сентября 1960 года |
| 5.      | Министр сельского хозяйства и планирования Ministre de l’Economie rurale et du Plan | Сейду Бадьян Куяте Seydou Badian Kouyaté | Врач                                                                                | 16 апреля 1959 года | 21 сентября 1960 года |
| 6.      | Министр торговли и промышленности Ministre du Commerce et de l’Industrie | Амасире Ндуре Hamaciré Ndouré            | Адвокат                                                                             | 16 апреля 1959 года | 21 сентября 1960 года |
| 7.      | Министр общественных работ, транспорта и телекоммуникаций Ministre des Travaux publics, des Transports et des Télécommunications | Анри Корентин Henry Corenthin            | Врач, выходец с Антильских островов                                                 | 16 апреля 1959 года | 21 сентября 1960 года |
| 8.      | Министр национального просвещения Ministre de l’Education nationale | Абдулай Сингаре Abdoulaye Singaré        | Чиновник администрации                                                              | 16 апреля 1959 года | 21 сентября 1960 года |
| 9.      | Министр национального здравоохранения Ministre de la Santé publique | Сомине Доло Sominé Dolo                  | Врач                                                                                | 16 апреля 1959 года | 21 сентября 1960 года |
| 10.     | Государственный секретарь по вопросам сельского хозяйства, животноводства и водного хозяйства при Министре сельского хозяйства и планирования Secrétaire d’Etat à l’Agriculture, à l’Elevage et aux Eaux et forêts auprès du ministre de l’Economie rurale et du Plan | Салах Ньяре Salah Niaré                  | Инженер-агроном                                                                     | 16 апреля 1959 года | 21 сентября 1960 года |
| 11.     | Государственный секретарь по вопросам труда и социальной сферы при заместителе Председателя Совета министров Secrétaire d’Etat au Travail et aux Affaires sociales auprès du vice-président du Conseil                                                                | Умар Баба Диарра Oumar Baba Diarra       | Юрист                                                                               | 16 апреля 1959 года | 21 сентября 1960 года |
| 12.     | Государственный секретарь по вопросам информации Secrétaire d’Etat à l’Information | Мамаду Голого Mamadou Gologo             | Врач                                                                                | май 1959 года       | 21 сентября 1960 года |

## Деятельность правительства
Правительство Суданской республики было сформировано после парламентских выборов 8 марта 1959 года. В своей вступительной речи председатель Совета министров Модибо Кейта заявил о предстоящей реформе административной системы, кодификации обычного права и реформе органов юстиции. В области экономики кабинет должен был уделить основное внимание развитию сельского хозяйства, особенно скотоводства, путём обучения специалистов, введения прогрессивных методов, увеличения парка сельхозмашин, создания условий для переработки сельхозпродукции. Основными мероприятиями правительства были:
- Учреждение органов финансового контроля республики в соответствии с Законом N° 59-23 / AL-RS от 22 мая 1959 года (Loi 59-23 / AL-RS du 22 mai 1959)[4]
- Административно-территориальная реформа, закреплённая Законом N°60-5/AL-RS от 7 июня 1960 года (Loi N°60-5/AL-RS du 7 juin 1960 portant organisation des régions et des assemblées régionales de la République soudanaise).